# نمر جاوي
النمر الجاوي (الاسم العلمي: Panthera pardus melas) هو نويع من النمور يسكن حصراً في جزيرة جاوة الإندونيسية. أُدْرِجَ على أنه مهددة بالانقراض في القائمة الحمراء للاتحاد الدولي لحفظ الطبيعة منذ سنة 2021. ويقدر عدد الجُمهرة بنحو 188-571 فردًا ناضجًا في 22 جمهرة فرعية مجزأة باتجاه تنازلي لأعداد الجمهرة. يقدر إجمالي الموئل المتبقي بنحو 2،267.9 إلى 3،277.3 كيلومتر مربع (875.6 إلى 1،265.4 ميل مربع).